# William Price Hunt
William ou Wilson Price Hunt (20 de março de 1783 – 13 de abril de 1842) foi um pioneiro e explorador do Oregon Country, no Pacific Northwest da América do Norte. 

## Carreira
Empregado como agente no comércio de peles sob John Jacob Astor, Hunt organizou e liderou a maior parte de um grupo de cerca de 60 homens em uma expedição terrestre para estabelecer um posto avançado de comércio de peles na foz do rio Columbia. Os Astorians, como ficaram conhecidos, foram o primeiro grande grupo a cruzar para o Pacífico após a expedição de Lewis e Clark.